# Glycaspis icterica
Glycaspis icterica är en insektsart som beskrevs av Moore 1970. Glycaspis icterica ingår i släktet Glycaspis och familjen rundbladloppor. Inga underarter finns listade i Catalogue of Life.